# Agente federale X3
Agente federale X3 (Dangerous Mission) è un film del 1954 diretto da Louis King. Fu girato in 3-D.

## Trama
La giovane Louise Graham fugge nel Montana, dopo aver assistito ad un omicidio. Nel Montana Louise tenta di dimenticare l'accaduto lavorando nel negozio di souvenir del Glacier National Park. Al parco soggiornano l'ex marine Mark Harley e il fotografo Paul Adams entrambi ovviamente molto interessati alla ragazza, che non sa che uno dei due è un killer pagato dalla mafia, assunto per ucciderla per impedire di testimoniare, e l'altro è un detective della polizia che lavora per l'ufficio del procuratore distrettuale di New York per proteggerla.

## Produzione
Il film, diretto da Louis King su una sceneggiatura di Charles Bennett, W.R. Burnett e Horace McCoy con il soggetto di James Edmiston e dello stesso McCoy, fu prodotto da Irwin Allen per la RKO Radio Pictures e girato, tra le altre location, nel Glacier National Park, nel Montana dal luglio al settembre 1953. Un titolo alternativo fu Rangers of the North.

## Distribuzione
Il film fu distribuito negli Stati Uniti dal 6 marzo 1954 al cinema dalla RKO.
Alcune delle uscite internazionali sono state:
- in Giappone il 17 agosto 1954
- in Svezia il 27 settembre 1954 (På farligt uppdrag)
- in Francia il 13 ottobre 1954 (Mission périlleuse)
- in Germania Ovest il 24 novembre 1954 (Blut im Schnee)
- in Belgio il 26 novembre 1954 (Gevaarlijke opdracht)
- in Portogallo il 16 dicembre 1954 (Neves Traidoras)
- in Finlandia il 17 dicembre 1954 (Kohtalokas komennus)
- in Francia il 4 febbraio 1955 (Parigi)
- in Danimarca il 18 aprile 1955 (Det forsvundne vidne)
- in Austria nel marzo del 1956 (Blut im Schnee)
- nei Paesi Bassi (Gevaarlijke opdracht)
- in Grecia (Epikindyni apostoli)
- in Spagna (Nieves traidoras)
- in Italia (Agente federale X3)

## Critica
Secondo il Morandini, nonostante gli illustri sceneggiatori, il regista si rivela "un tuttofare senza personalità". Degna di nota è la tensione nel finale.